# Un vrai bonhomme
Pour plus de détails, voir Fiche technique et Distribution.
Un vrai bonhomme est une comédie dramatique belgo-française réalisée par Benjamin Parent, sortie en 2020. 

## Synopsis
Tom, un adolescent timide et sensible, s’apprête à faire sa rentrée dans un nouveau lycée. Pour l’aider à s’intégrer, il peut compter sur les conseils de Léo, son grand frère et véritable mentor. Léo va s’employer à faire de Tom un mec, un vrai, mais son omniprésence va rapidement se transformer en une influence toxique. Tom va devoir batailler pour s’affranchir de l’emprise de Léo et trouver son propre chemin.

## Fiche technique
- Réalisation : Benjamin Parent
- Scénario : Benjamin Parent et Théo Courtial, Charlotte Sanson sur une idée de Benjamin Parent, Victor Rodenbach et Tristan Schulmann
- Musique : Pierre Lefeuvre
- Photographie : Pierre Cottereau
- Montage : Béatrice Herminie
- Son :
  - Ingénieur du son : Pierre Mertens
  - Mixage : Franco Piscopo
  - Montage son : Sabrina Calmels
- Production : Caroline Adrian
- Sociétés de production : Delante Productions, en coproduction avec Delante Films, France 2 Cinéma, Été 75 et Scope Pictures, en association avec les SOFICA Cinéventure 4 et Indéfilms 7
- Société de distribution : Ad Vitam Distribution (France)
- Pays d'origine :  France et  Belgique
- Langue originale : français
- Format : couleur - 2,35:1
- Genre : comédie dramatique
- Durée : 88 minutes
- Dates de sortie :
  - France : 8 janvier 2020

## Distribution
- Thomas Guy : Tom
- Benjamin Voisin : Léo
- Isabelle Carré : Ariane
- Laurent Lucas : Vincent
- Anaëlle Othenin-Girard : Jean-Baptiste « JB »
- Tasnim Jamlaoui  : Clarisse
- Guillaume Arnault : Steeve
- Mohamed Seddiki : Victor Ramirez
- Sami Outalbali : Sonnie
- Léa Rostain : Tess
- Mahia Zrouki : Rachel
- Éric Boucher : M. Serra
- Joséphine Draï : Mme Dubreuil
- Pierre Bénézit : Paul, l'infirmier
- Bruno Sanches : le guichetier du cinéma
- Adeline Chagneau : docteur Marchiano
- Delphine Baril : la professeur du flash-back
- Andranic Manet : l'élève du flash-back

## Distinction
- Festival du film de Cabourg 2020 : Swann d'or de la révélation masculine pour Benjamin Voisin[2]